# John Raphael Quinn
John Raphael Quinn (Riverside, 28 de março de 1929 - San Francisco, 22 de junho de 2017) foi um prelado norte-americano da Igreja Católica, foi arcebispo de San Francisco e presidente da Conferência dos Bispos Católicos dos Estados Unidos.

## Biografia

### Formação e presbiterado
Depois de concluir o ensino médio, John entrou no seminário da Diocese de San Diego. Ele foi enviado a Roma para completar seus estudos e recebeu seu diploma da Pontifícia Universidade Gregoriana. Foi ordenado padre em Roma, por Ettore Cunial, vice-gerente de Roma.
Ele foi inicialmente designado para servir na Igreja de São Francisco de Sales em Riverside. Nos anos que se seguiram, ele ensinou teologia sistemática no Seminário Imaculado Coração de Maria em San Diego, e serviu como Presidente do Seminário St. Francis College em San Diego. Em 1964, foi nomeado reitor da University of San Diego College for Men. Ele logo orquestrou a fusão entre as faculdades masculinas e femininas, levando à criação da Universidade de San Diego.

### Episcopado
Eleito Bispo auxiliar de San Diego pelo Papa Paulo VI em 21 de outubro de 1967, foi consagrado como bispo titular de Tisíduo em 13 de dezembro, por Luigi Raimondi, delegado apostólico nos Estados Unidos, assistido por Francis James Furey, bispo de San Diego e por Frederick William Freking, bispo de La Crosse.
Em 30 de novembro de 1971, o Papa Paulo VI o nomeou bispo de Oklahoma City-Tulsa. Em 13 de dezembro do ano seguinte, o papa dividiu a diocese e o nomeou arcebispo metropolitano de Oklahoma City. Ele enfatizou as vocações sacerdotais, desejava um melhor cuidado pastoral dos católicos de língua espanhola, restabeleceu um jornal católico, nomeando um jovem editor em tempo integral e reorganizou instituições de caridade católicas.
Em 16 de fevereiro de 1977, o Papa Paulo VI o nomeou arcebispo metropolitano de San Francisco. Ele tomou posse da arquidiocese no dia 26 de abril seguinte.
Em novembro de 1977 foi eleito presidente da Conferência dos Bispos Católicos dos Estados Unidos para um mandato de três anos. Como tal, contribuiu para o nascimento da diocese de San Jose na Califórnia, erigida pelo Papa João Paulo II em janeiro de 1981, pois a arquidiocese era muito grande para um governo pastoral eficaz.
Após o assassinato do arcebispo Óscar Romero em março de 1980, Quinn emitiu uma declaração na qual elogiou o prelado assassinado como "uma voz para os pobres e oprimidos". Mais tarde, participou do funeral do Arcebispo Romero em San Salvador.
Quinn participou de três assembleias do Sínodo dos Bispos e foi consultor da Congregação para o Clero. Em 1983, o Papa João Paulo II o nomeou delegado pontifício para a vida religiosa nos Estados Unidos, com a tarefa de aproximar os bispos e freiras do país e examinar as causas do declínio das vocações.
Ele desfrutou do apoio popular de padres e leigos durante seu mandato. Em 1985 ele iniciou a primeira resposta oficial da Igreja Católica à epidemia de AIDS e quando o Papa João Paulo II visitou São Francisco em 1987, ele providenciou para que ele conhecesse vários pacientes de AIDS, incluindo um menino.
Na década de 1990, voltou sua atenção para as necessidades da arquidiocese após o terremoto de Loma Prieta em 1989, que danificou muitas igrejas. A arquidiocese então elaborou um plano que previa o fechamento de uma dezena de paróquias cujas igrejas haviam sido danificadas pelo terremoto. Este plano atraiu a ira de muitos padres, 41 dos quais assinaram uma petição na qual declaravam discordar de seu plano. Quinn vendeu a residência do ex-arcebispo e no verão de 1992 mudou-se para a reitoria da catedral, onde viveu com seus colegas sacerdotes até sua aposentadoria.
Em agosto de 1995, Monsenhor Quinn anunciou sua intenção de renunciar. Em 27 de dezembro de 1995, o Papa João Paulo II aceitou sua renúncia ao governo pastoral da arquidiocese.
Ele recebeu uma bolsa de estudos do Champion Hall em Oxford, onde escreveu um artigo intitulado The Claims of the Primacy and the Costly Call to Unity. Após seu retorno de Oxford, ele publicou um livro intitulado The Reform of the Papacy. O livro é uma resposta a um convite dirigido aos bispos do mundo para a encíclica do Papa João Paulo II sobre a unidade cristã Ut Unum Sint. Este apelo à reforma da Cúria Romana e uma concomitante redução de seu poder foi interpretado por algumas vozes conservadoras na Igreja como um "ataque ao papado". O arcebispo repetidamente deixou claro que não se opunha ao Vaticano e, em muitos aspectos, seus escritos prenunciavam as opiniões do Papa Francisco.

## Morte
Em novembro de 2016 adoeceu em Roma por ocasião das celebrações do Dia de Ação de Graças. Em 19 de novembro participou também do Consistório em que foi criado como cardeal Blase Joseph Cupich, seu velho amigo. Ele se recuperou com dificuldade, mas conseguiu retornar a San Francisco. Ele foi inicialmente internado no Saint Mary's Medical Center. Em 16 de junho do ano seguinte, ele deixou o hospital e foi internado no Lar Judaico de São Francisco. No início da manhã de 22 de junho, ele sofria de dificuldades respiratórias. Transportado para o hospital mais próximo, ele não pôde ser reanimado e morreu pouco depois.
O funeral realizou-se no dia 10 de julho às 10 horas na Catedral de Santa Maria em São Francisco e foi presidido por Salvatore Joseph Cordileone. A homilia foi proferida pelo arcebispo de Santa Fé John Charles Wester. Ao final da celebração, o arcebispo de Chicago Blase Joseph Cupich presidiu o rito da última comendatio e da valedictio. No final do rito, o corpo foi sepultado na capela dos arcebispos do Cemitério Católico de Santa Cruz em Colma.